# Граф-Стивенсон, Соня
Соня Граф-Стивенсон (урождённая Граф; 16 декабря 1908, Мюнхен — 6 марта 1965, Нью-Йорк) — немецкая, впоследствии американская шахматистка, международный мастер (1950).

## Карьера
В 1930-х годах сильнейшая шахматистка Германии. Сыграла один дружеский (1 : 3; 1934; в отдельных изданиях его ошибочно считают матчем на первенство мира и называют счёт 1½ : 3½ ) и один матч на первенство мира — 4½ : 11½ (1937; +2 −9 =5) с В. Менчик.
Победительница женского международного турнира в Земмеринге (1936). Успешно выступила в женских чемпионатах мира: 1937 — 3—4-е и 1939 — 2-е места. В 1939 выиграла матч у Ф. Хемскерк — 4 : 0. Во время Второй мировой войны 1939—1945 жила в Аргентине, затем в США. Разделив 2—3-е место в зональном турнире США (1954), получила право на участие в турнире претенденток (1955), где разделила 10—13-е места. Чемпионка США (1957 и 1964).